# Xcode
Xcode est un environnement de développement pour macOS, ainsi que pour iOS, watchOS, tvOS et visionOS. Avant Xcode, Apple offrait aux développeurs Project Builder (en) et Interface Builder pour développer des applications Mac OS X.
L'API Cocoa permet de programmer avec les langages suivants :
- Objective-C
- Ruby
- Swift (nouveau langage de programmation d'Apple présenté à la WWDC 2014).

Fourni avec toute une suite logicielle (graphiques, audio, etc.) pour développeurs et programmeurs, il permet de créer des logiciels utilisant toutes les fonctionnalités de macOS et d'UNIX. Cet environnement peut être obtenu gratuitement sur le Mac App Store. Il était fourni en standard avec chaque Mac, sur les disques d'installation de Mac OS X 10.6, Mac OS X 10.5, 10.4 et 10.3. Il n'est pas pré-installé sur l'ordinateur et doit être installé séparément.

## Applications universelles
Il a été possible, de la version 2.1 à 3.2.6, de produire une application Universal binaries, c'est-à-dire une application exécutable nativement par un processeur PPC (PowerPC) et x86, à la suite de l'annonce de l'adoption des processeurs Intel x86.
En 2020, Universal 2 a été introduit pour l'arrivée des processeurs Apple Silicon afin de permettre de créer une application qui peut s'exécuter nativement sur les processeurs x86 d'Intel et Apple Silicon. Universal 2 a été intégré à partir de la version 12.

## Historique des versions

### Version 1.x et 2.x
La dernière version pour Mac OS X 10.3 est la 1.5 et celle pour Mac OS X 10.4 est la 2.5.

### Versions 3.x
La version 3.0 apporte plusieurs nouveautés,, en particulier le passage à la version 2.0 du langage Objective-C qui se voit doté d'un système comparable à un ramasse-miettes mais plus performant nommé ARC (Automatic Reference Counting) (en). Par ailleurs, la nouvelle version du compilateur GCC permet de créer des exécutables en 64 bits (pour PPC G5 et processeurs implémentant l'Intel 64).
Xcode 3 n'est disponible que sur Mac OS X 10.6 (Snow Leopard) et Mac OS X 10.5 (Léopard). La dernière version est la 3.2.6, disponible sur le site des développeurs Apple. 

### Versions 4.x
En juin 2010, à la World Wide Developers Conference, Apple a annoncé la version 4 de Xcode. La version 4 des outils de développement consolide les outils d'édition de Xcode et l'Interface Builder dans une seule et même application, en dehors d'autres améliorations,. Une version "golden master" (précédant une sortie finale) a été publiée le 4 février 2011 et n'était disponible au téléchargement qu'aux membres enregistrés du iOS/Mac Developer Program ; cette version a par ailleurs été distribuée sur de nombreux sites de téléchargement. Une deuxième "golden master" a été distribuée aux développeurs le 3 mars 2011 en conjonction avec la version golden master d'iOS 4.3. Apple a distribué la version finale de Xcode 4.0 le 9 mars 2011. Celle-ci a été disponible aux membres enregistrés du iOS/Mac Developer Program (99 €/an). De plus, Xcode 4 est disponible gratuitement au grand public sur le Mac App Store.
Xcode 4.0 a cassé la compatibilité avec de nombreux anciens systèmes, incluant toutes les architectures PowerPC, les SDK pour Mac OS X 10.4 et 10.5, ainsi que tous les SDK iOS antérieurs au 4.3. Il est toujours possible de produire des versions binaires d'applications pour des plateformes plus anciennes, cependant limitées à des versions x86 et x86-64.

### Versions 5.x
En juin 2013 à la World Wide Developers Conference, Apple a annoncé la version 5 de Xcode. La version 5.0 sort le 18 septembre 2013. Il embarque les SDKs iOS 7 et OS X 10.8 Mountain Lion. Le support d'OS X 10.9 Mavericks n'est disponible qu'en version bêta. Xcode 5.0 intègre une version de Clang pouvant générer du code ARM 64-bit pour iOS 7. Apple supprimera le support du garbage collector pour les applications Cocoa dans Xcode 5.1

### Versions 6.x
Le 2 juin 2014, Apple a annoncé à la World Wide Developers Conference la version 6 de Xcode. Il disposera d'un tout nouveau langage de programmation nommé Swift, ainsi qu'un nouvel outil de correction.

### Versions 7.x
Le 8 juin 2015, Apple a annoncé à la World Wide Developers Conference la version 7 de Xcode. Xcode 7 introduit le support de la nouvelle version de Swift 2.0 (rendu Open Source par la même occasion), mais aussi l'API graphique Metal sur OS X El Capitan. Ainsi que la possibilité de tester son App sur son iPhone ou iPad sans disposer de "Developer Program", qui suit donc par la modification des "iOS Developer Program" et "Mac Developer Program" regroupant ces deux ci en "Apple Developer Program".

### Versions 8.x
Le 13 juin 2016, Apple a annoncé à la World Wide Developers Conference la version 8 de Xcode. Xcode 8 introduit le support de la nouvelle version de Swift 3.0.

### Versions 9.x
Le 5 juin 2017, Apple a annoncé à la World Wide Developers Conference la version 9 de Xcode. Xcode 9 introduit le support de la nouvelle version de Swift 4.0, mais aussi l'API graphique Metal 2.

### Versions 10.x
Le 4 juin 2018, Apple a annoncé à la World Wide Developers Conference la version 10 de Xcode. Xcode 10 introduit le support de Swift 4.2. Le 25 mars 2019, Xcode 10.2 introduit le support de la nouvelle version de Swift 5.0.
Xcode 10.0 ne prend plus en charge les applications macOS 32 bits.

### Versions 11.x
Le 3 juin 2019, Apple a annoncé à la World Wide Developers Conference la version 11 de Xcode. Xcode 11 introduit le support de Swift 5.1, mais aussi de SwiftUI (dont les outils sont disponibles à partir de macOS Catalina) et du gestionnaire de paquet Swift Package Manager.

### Versions 12.x
Le 22 juin 2020, Apple a annoncé à la World Wide Developers Conference la version 12 de Xcode. Xcode 12 introduit le support de Swift 5.3 et est disponible à partir de la version 10.15.4 de macOS. Cette version est la première à permettre aux développeurs de créer des applications "universelles", à la fois compilées pour les Macs sous processeurs Intel et sous ARM, dans le cadre de la transition des Mac vers les puces Apple.
Xcode 12 est rendu disponible le 16 septembre 2020.

### Versions 13.x
Le 8 juin 2021, Apple a annoncé à la World Wide Developers Conference la version 13 de Xcode. Xcode 13 introduit le support de Swift 5.5 et est disponible à partir de la version 11.3 de macOS. Xcode 13 ajoute le support pour Xcode Cloud, le nouveau service de CI/CD d'Apple.
Xcode 13 est rendu disponible le 20 septembre 2021.

### Versions 14.x
Le 6 juin 2022, Apple a annoncé à la World Wide Developers Conference la version 14 de Xcode. Xcode 14 retire la possibilité de créer des applications iOS 32 bits. Xcode 14 retire aussi la possibilité de créer des applications supportant iOS 9 et iOS 10 (ces versions étant les dernières acceptant des applications iOS 32 bits), de plus la version minimum d'iOS supporté par Xcode 14 devient iOS 11. Xcode 14 supprime aussi la capacité à créer des applications pour OS X 10.9 Mavericks jusqu'à macOS 10.12 Sierra, faisant de macOS 10.13 High Sierra, la version minimum supportée par Xcode 14.
Xcode 14 est rendu disponible le 12 septembre 2022.

### Versions 15.x
Le 5 juin 2023, est annoncé lors de la conférence annuelle d'Apple la version 15 de Xcode. Cette nouvelle monture retire la possibilité de créer des applications pour iOS 11 ; par conséquent, la version minimum devient iOS 12. Xcode 15 est rendu disponible le 18 septembre 2023.

### Versions 16.x
Le 10 juin 2024, Apple annonce à la World Wide Developers Conference la version 16 de Xcode. Xcode 16 est rendu disponible le 16 septembre 2024.

## Tableau comparatif
| Légende : | Abandonné | Actuelle | Bêta |

### Historique des versions de Xcode 3
| Version | Build   | Date de sortie   | SDK macOS            | SDK iOS                      |
| ------- | ------- | ---------------- | -------------------- | ---------------------------- |
| 3.0     | 9A581   | 25 octobre 2007  | 10.3.x 10.4.x 10.5.x | 2.0 à 2.x                    |
| 3.1     | 9M2199  | 10 juillet 2008  | 10.3.x 10.4.x 10.5.x | 2.0 à 2.x                    |
| 3.1.1   | 9M2517  | 23 juillet 2008  | 10.3.x 10.4.x 10.5.x | 2.0 à 2.x                    |
| 3.1.2   | 9M2621  | 23 novembre 2008 | 10.3.x 10.4.x 10.5.x | 2.0 à 2.x                    |
| 3.1.3   | 9M2736  | 16 juin 2009     | 10.3.x 10.4.x 10.5.x | 3.0 à 3.1.3 (7E18) 2.0 à 2.x |
| 3.1.4   | 9M2809  | 9 juillet 2009   | 10.3.x 10.4.x 10.5.x | 3.0 à 3.1.3 (7E18) 2.0 à 2.x |
| 3.2     | 10A432  | 26 août 2009     | 10.4.x 10.5.x 10.6.x | 3.0 à 3.1.3 (7E18) 2.0 à 2.x |
| 3.2.1   | 10M2020 | 7 octobre 2009   | 10.4.x 10.5.x 10.6.x | 3.0 à 3.1.3 (7E18) 2.0 à 2.x |
| 3.2.2   | 10M2154 | 29 mars 2010     | 10.4.x 10.5.x 10.6.x | 3.0 à 3.2 (7B367)            |
| 3.2.3   | 10M2262 | 10 août 2010     | 10.4.x 10.5.x 10.6.x | 4.0.x + 3.2                  |
| 3.2.4   | 10M2309 | 6 septembre 2010 | 10.4.x 10.5.x 10.6.x | 4.1 + 3.2                    |
| 3.2.5   | 10M2423 | 18 novembre 2010 | 10.4.x 10.5.x 10.6.x | 4.2 (8C134)                  |
| 3.2.6   | 10M25xx | 6 mars 2011      | 10.4.x 10.5.x 10.6.x | 4.3 (8F190)                  |

### Historique des versions de Xcode 4
| Version | Build                       | Date de sortie    | SDK macOS     | SDK iOS      |
| ------- | --------------------------- | ----------------- | ------------- | ------------ |
| 4.0     | 4A304                       | 14 mars 2011      | 10.6.x        | 4.3 (8F190)  |
| 4.0.1   | 4A1006                      | 25 mars 2011      | 10.6.x        | 4.3 (8F190)  |
| 4.0.2   | 4A2002a                     | 14 avril 2011     | 10.6.x        | 4.3.2 (8H7)  |
| 4.1     | 4B110i (10.7) 4B110f (10.6) | 20 juillet 2011   | 10.6.x 10.7.x | 4.3.2 (8H7)  |
| 4.1.1   |                             | 4 août 2011       | 10.6.x 10.7.x | 4.3.2 (8H7)  |
| 4.2     | 4D199 (10.7) 4C199 (10.6)   | 12 octobre 2011   | 10.6.x 10.7.x | 5.0 (9A334)  |
| 4.2.1   | 4D502                       | 18 novembre 2011  | 10.6.x 10.7.x | 5.0 (9A334)  |
| 4.3     | 4E109                       | 16 février 2012   | 10.6.x 10.7.x | 5.0 (9A334)  |
| 4.3.1   | 4E1019                      | 7 mars 2012       | 10.6.x 10.7.x | 5.1 (9B176)  |
| 4.3.2   | 4E2002                      | 22 mars 2012      | 10.6.x 10.7.x | 5.1 (9B176)  |
| 4.3.3   | 4E3002                      | 9 mai 2012        | 10.6.x 10.7.x | 5.1 (9B176)  |
| 4.4     | 4F134                       | 25 juillet 2012   | 10.7.x 10.8.x | 5.1 (9B176)  |
| 4.4.1   | 4F1003                      | 7 août 2012       | 10.7.x 10.8.x | 5.1 (9B176)  |
| 4.5     | 4G182                       | 19 septembre 2012 | 10.7.x 10.8.x | 6.0 (10A403) |
| 4.5.1   | 4G1004                      | 3 octobre 2012    | 10.7.x 10.8.x | 6.0 (10A403) |
| 4.5.2   | 4G2008a                     | 1 novembre 2012   | 10.7.x 10.8.x | 6.0 (10A403) |
| 4.6     | 4H127                       | 20 février 2013   | 10.7.x 10.8.x | 6.1 (10B141) |
| 4.6.1   | 4H512                       | 14 mars 2013      | 10.7.x 10.8.x | 6.1 (10B141) |
| 4.6.2   | 4H1003                      | 15 avril 2013     | 10.7.x 10.8.x | 6.1 (10B141) |
| 4.6.3   | 4H1503                      | 14 juin 2013      | 10.7.x 10.8.x | 6.1 (10B141) |

### Historique des versions de Xcode 5
| Version | Build  | Date de sortie    | SDK macOS     | SDK iOS        |
| ------- | ------ | ----------------- | ------------- | -------------- |
| 5.0     | 5A1413 | 18 septembre 2013 | 10.8.x        | 7.0 (11A465)   |
| 5.0.1   | 5A2053 | 22 octobre 2013   | 10.8.x 10.9.x | 7.0.3 (11B508) |
| 5.0.2   | 5A3005 | 12 novembre 2013  | 10.8.x 10.9.x | 7.0.3 (11B508) |
| 5.1     | 5B130a | 10 mars 2014      | 10.8.x 10.9.x | 7.1 (11D167)   |
| 5.1.1   | 5B1008 | 10 avril 2014     | 10.8.x 10.9.x | 7.1 (11D167)   |

### Historique des versions de Xcode 6
| Version | Build   | Date de sortie    | SDK macOS      | SDK iOS      |
| ------- | ------- | ----------------- | -------------- | ------------ |
| 6.0     | 6A313   | 9 septembre 2014  | 10.9.x         | 8.0 (12A365) |
| 6.0.1   | 6A317   | 17 septembre 2014 | 10.9.x         | 8.0 (12A365) |
| 6.1     | 6A1052d | 20 octobre 2014   | 10.9.x 10.10.x | 8.1 (12B411) |
| 6.1.1   | 6A2008a | 2 décembre 2014   | 10.9.x 10.10.x | 8.1 (12B411) |
| 6.2     | 6C131e  | 9 mars 2015       | 10.9.x 10.10.x | 8.2 (12D508) |
| 6.3     | 6D570   | 8 avril 2015      | 10.9.x 10.10.x | 8.3 (12F69)  |
| 6.3.1   | 6D1002  | 21 avril 2015     | 10.9.x 10.10.x | 8.3 (12F69)  |
| 6.3.2   | 6D2105  | 18 mai 2015       | 10.9.x 10.10.x | 8.3 (12F69)  |
| 6.4     | 6E35b   | 30 juin 2015      | 10.9.x 10.10.x | 8.4 (12H141) |

### Historique des versions de Xcode 7
| Version | Build  | Date de sortie    | SDK macOS       | SDK iOS      | SDK watchOS  | SDK tvOS     |
| ------- | ------ | ----------------- | --------------- | ------------ | ------------ | ------------ |
| 7.0     | 7A220  | 16 septembre 2015 | 10.11 (15A278)  | 9.0 (13A340) | 2.0 (13S343) | -            |
| 7.0.1   | 7A1001 | 28 septembre 2015 | 10.11 (15A278)  | 9.0 (13A340) | 2.0 (13S343) | -            |
| 7.1     | 7B91b  | 21 octobre 2015   | 10.11 (15A278)  | 9.1 (13B137) | 2.0 (13S343) | 9.0 (13T393) |
| 7.1.1   | 7B1005 | 9 novembre 2015   | 10.11 (15A278)  | 9.1 (13B137) | 2.0 (13S343) | 9.0 (13T393) |
| 7.2     | 7C68   | 8 décembre 2015   | 10.11.2 (15C43) | 9.2 (13C75)  | 2.1 (13S660) | 9.1 (13U78)  |
| 7.2.1   | 7C1002 | 3 février 2016    | 10.11.2 (15C43) | 9.2 (13C75)  | 2.1 (13S660) | 9.1 (13U79)  |
| 7.3     | 7D175  | 21 mars 2016      | 10.11.4 (15E60) | 9.3 (13E230) | 2.2 (13V143) | 9.2 (13Y227) |
| 7.3.1   | 7D1014 | 3 mai 2016        | 10.11.4 (15E60) | 9.3 (13E230) | 2.2 (13V143) | 9.2 (13Y227) |

### Historique des versions de Xcode 8
| Version | Build   | Date de sortie    | SDK macOS         | SDK iOS          | SDK watchOS   | SDK tvOS      |
| ------- | ------- | ----------------- | ----------------- | ---------------- | ------------- | ------------- |
| 8.0     | 8A218a  | 13 septembre 2016 | 10.12 (16A300)    | 10.0 (14A345)    | 3.0 (14S326)  | 10.0 (14T328) |
| 8.1     | 8B62    | 27 octobre 2016   | 10.12.1 (16B2649) | 10.1 (14B72)     | 3.1 (14S471a) | 10.0 (14T328) |
| 8.2     | 8C38    | 12 décembre 2016  | 10.12.2 (16C58)   | 10.2 (14C89)     | 3.1 (14S471a) | 10.1 (14U591) |
| 8.2.1   | 8C1002  | 19 décembre 2016  | 10.12.2 (16C58)   | 10.2 (14C89)     | 3.1 (14S471a) | 10.1 (14U591) |
| 8.3     | 8E162   | 27 mars 2017      | 10.12.4 (16E185)  | 10.3 (14E269)    | 3.2 (14V243)  | 10.2 (14W260) |
| 8.3.1   | 8E1000a | 6 avril 2017      | 10.12.4 (16E185)  | 10.3 (14E269)    | 3.2 (14V243)  | 10.2 (14W260) |
| 8.3.2   | 8E2002  | 18 avril 2017     | 10.12.4 (16E185)  | 10.3 (14E269)    | 3.2 (14V243)  | 10.2 (14W260) |
| 8.3.3   | 8E3004b | 5 juin 2017       | 10.12.4 (16E185)  | 10.3.1 (14E8301) | 3.2 (14V243)  | 10.2 (14W260) |

### Historique des versions de Xcode 9
| Version | Build   | Date de sortie    | SDK macOS        | SDK iOS             | SDK watchOS  | SDK tvOS      |
| ------- | ------- | ----------------- | ---------------- | ------------------- | ------------ | ------------- |
| 9.0     | 9A235   | 19 septembre 2017 | 10.13 (17A360)   | 11.0 (15A372)       | 4.0 (15R372) | 11.0 (15J380) |
| 9.0.1   | 9A1004  | 15 octobre 2017   | 10.13 (17A360)   | 11.0 (15A372)       | 4.0 (15R372) | 11.0 (15J380) |
| 9.1     | 9B55    | 31 octobre 2017   | 10.13.1 (17B48)  | 11.1 (15B93/15B101) | 4.1 (15R846) | 11.1 (15J582) |
| 9.2     | 9C40b   | 4 décembre 2017   | 10.13.2 (17C76)  | 11.2 (15C107)       | 4.2 (15S100) | 11.2 (15K104) |
| 9.3     | 9E145   | 29 mars 2018      | 10.13.4 (17E189) | 11.3 (15E217)       | 4.3 (15T212) | 11.3 (15L211) |
| 9.3.1   | 9E501   | 9 mai 2018        | 10.13.4 (17E189) | 11.3 (15E217)       | 4.3 (15T212) | 11.3 (15L211) |
| 9.4     | 9F1027a | 29 mai 2018       | 10.13.4 (17E189) | 11.4 (15F79)        | 4.3 (15T212) | 11.4 (15L576) |
| 9.4.1   | 9F2000  | 13 juin 2018      | 10.13.4 (17E189) | 11.4 (15F79)        | 4.3 (15T212) | 11.4 (15L576) |

### Historique des versions de Xcode 10
| Version | Build   | Date de sortie    | SDK macOS        | SDK iOS       | SDK watchOS  | SDK tvOS      |
| ------- | ------- | ----------------- | ---------------- | ------------- | ------------ | ------------- |
| 10.0    | 10A255  | 17 septembre 2018 | 10.14 (18A384)   | 12.0 (16A366) | 5.0 (16R363) | 12.0 (16J364) |
| 10.1    | 10B61   | 30 octobre 2018   | 10.14.1 (18B71)  | 12.1 (16B91)  | 5.1 (16R591) | 12.1 (16J602) |
| 10.2    | 10E125  | 25 mars 2019      | 10.14.4 (18E219) | 12.2 (16E226) | 5.2 (16T226) | 12.2 (16L225) |
| 10.2.1  | 10E1001 | 17 avril 2019     | 10.14.4 (18E219) | 12.2 (16E226) | 5.2 (16T226) | 12.2 (16L225) |
| 10.3    | 10G8    | 22 juillet 2019   | 10.14.6 (18G74)  | 12.4 (16G73)  | 5.3 (16U567) | 12.4 (16M567) |

### Historique des versions de Xcode 11
| Version | Build   | Date de sortie    | SDK macOS        | SDK iOS        | SDK watchOS  | SDK tvOS      |
| ------- | ------- | ----------------- | ---------------- | -------------- | ------------ | ------------- |
| 11.0    | 11A420a | 20 septembre 2019 | 10.15 (19A547)   | 13.0 (17A566)  | 6.0 (17R566) | 13.0 (17J559) |
| 11.1    | 11A1027 | 7 octobre 2019    | 10.15 (19A547)   | 13.1 (17A820)  | 6.0 (17R566) | 13.0 (17J559) |
| 11.2    | 11B52   | 31 octobre 2019   | 10.15.1 (19B81)  | 13.2 (17B80)   | 6.1 (17S80)  | 13.2 (17K81)  |
| 11.2.1  | 11B500  | 12 novembre 2019  | 10.15.1 (19B89)  | 13.2 (17B102)  | 6.1 (17S80)  | 13.2 (17K90)  |
| 11.3    | 11C29   | 10 décembre 2019  | 10.15.2 (19B90)  | 13.2 (17B102)  | 6.1 (17S80)  | 13.2 (17K90)  |
| 11.3.1  | 11C505  | 13 janvier 2020   | 10.15.2 (19B90)  | 13.2 (17B102)  | 6.1 (17S80)  | 13.2 (17K90)  |
| 11.4    | 11E146  | 24 mars 2020      | 10.15.4 (19E258) | 13.4 (17E255)  | 6.2 (17T255) | 13.4 (17L255) |
| 11.4.1  | 11E503a | 15 avril 2020     | 10.15.4 (19E258) | 13.4 (17E8258) | 6.2 (17T255) | 13.4 (17L255) |
| 11.5    | 11E608c | 20 mai 2020       | 10.15.4 (19E258) | 13.5 (17F65)   | 6.2 (17T255) | 13.4 (17L255) |
| 11.6    | 11E708  | 15 juillet 2020   | 10.15.6 (19G68)  | 13.6 (17G64)   | 6.2 (17T255) | 13.4 (17L255) |
| 11.7    | 11E801a | 1 septembre 2020  | 10.15.6 (19G68)  | 13.7 (17H22)   | 6.2 (17T255) | 13.4 (17L255) |

### Historique des versions de Xcode 12
| Version | Build   | Date de sortie    | SDK macOS       | SDK iOS        | SDK watchOS  | SDK tvOS      |
| ------- | ------- | ----------------- | --------------- | -------------- | ------------ | ------------- |
| 12.0    | 12A7209 | 17 septembre 2020 | 10.15.6 (19G68) | 14.0 (18A390)  | 7.0 (18R382) | 14.0 (18J390) |
| 12.0.1  | 12A7300 | 24 septembre 2020 | 10.15.6 (19G68) | 14.0 (18A390)  | 7.0 (18R382) | 14.0 (18J390) |
| 12.1    | 12A7403 | 20 octobre 2020   | 10.15.6 (19G68) | 14.1 (18A8394) | 7.0 (18R382) | 14.0 (18J390) |
| 12.2    | 12B45b  | 12 novembre 2020  | 11.0 (20A2408)  | 14.2 (18B79)   | 7.1 (18R579) | 14.2 (18K54)  |
| 12.3    | 12C33   | 14 décembre 2020  | 11.1 (20C63)    | 14.3 (18C61)   | 7.2 (18S561) | 14.3 (18K559) |
| 12.4    | 12D4e   | 26 janvier 2021   | 11.1 (20C63)    | 14.4 (18D46)   | 7.2 (18S561) | 14.3 (18K559) |
| 12.5    | 12E262  | 26 avril 2021     | 11.3 (20E214)   | 14.5 (18E182)  | 7.4 (18T187) | 14.5 (18L191) |
| 12.5.1  | 12E507  | 21 juin 2021      | 11.3 (20E214)   | 14.5 (18E182)  | 7.4 (18T187) | 14.5 (18L191) |

### Historique des versions de Xcode 13
| Version | Build    | Date de sortie    | SDK macOS     | SDK iOS       | SDK watchOS    | SDK tvOS      |
| ------- | -------- | ----------------- | ------------- | ------------- | -------------- | ------------- |
| 13.0    | 13A233   | 20 septembre 2021 | 11.3 (20E214) | 15.0 (19A339) | 8.0 (19R341)   | 15.0 (19J344) |
| 13.1    | 13A1030d | 25 octobre 2021   | 12.0 (21A344) | 15.0 (19A339) | 8.0.1 (19R351) | 15.0 (19J344) |
| 13.2    | 13C90    | 13 décembre 2021  | 12.1 (21C46)  | 15.2 (19C51)  | 8.3 (19S51)    | 15.2 (19K50)  |
| 13.2.1  | 13C100   | 17 décembre 2021  | 12.1 (21C46)  | 15.2 (19C51)  | 8.3 (19S51)    | 15.2 (19K50)  |
| 13.3    | 13E113   | 14 mars 2022      | 12.3 (21E226) | 15.4 (19E239) | 8.5 (19T241)   | 15.4 (19L439) |
| 13.3.1  | 13E500a  | 11 avril 2022     | 12.3 (21E226) | 15.4 (19E239) | 8.5 (19T241)   | 15.4 (19L439) |
| 13.4    | 13F17a   | 16 mai 2022       | 12.3 (21E226) | 15.5 (19F64)  | 8.5 (19T241)   | 15.4 (19L439) |
| 13.4.1  | 13F100   | 2 juin 2022       | 12.3 (21E226) | 15.5 (19F64)  | 8.5 (19T241)   | 15.4 (19L439) |

### Historique des versions de Xcode 14
| Version | Build   | Date de sortie    | SDK macOS     | SDK iOS       | SDK watchOS  | SDK tvOS      |
| ------- | ------- | ----------------- | ------------- | ------------- | ------------ | ------------- |
| 14.0    | 14A309  | 12 septembre 2022 | 12.3 (21E226) | 16.0 (20A360) | 9.0 (20R362) | 16.0 (20J373) |
| 14.0.1  | 14A400  | 26 septembre 2022 | 12.3 (21E226) | 16.0 (20A360) | 9.0 (20R362) | 16.0 (20J373) |
| 14.1    | 14B47b  | 1 novembre 2022   | 13.0 (22A372) | 16.1 (20B71)  | 9.1 (20S71)  | 16.1 (20K67)  |
| 14.2    | 14C18   | 13 décembre 2022  | 13.1 (22C55)  | 16.2 (20C52)  | 9.1 (20S71)  | 16.1 (20K67)  |
| 14.3    | 14E222b | 30 mars 2023      | 13.3 (22E245) | 16.4 (20E238) | 9.4 (20T248) | 16.4 (20L489) |
| 14.3.1  | 14E222b | 1 juin 2023       | 13.3 (22E245) | 16.4 (20E238) | 9.4 (20T248) | 16.4 (20L489) |

### Historique des versions de Xcode 15
| Version | Build   | Date de sortie    | SDK macOS     | SDK iOS       | SDK watchOS   | SDK tvOS      | SDK visionOS   |
| ------- | ------- | ----------------- | ------------- | ------------- | ------------- | ------------- | -------------- |
| 15.0    | 15A240d | 18 septembre 2023 | 14.0 (23A334) | 17.0 (21A325) | 10.0 (21R354) | 17.0 (21J351) | -              |
| 15.0.1  | 15A507  | 18 octobre 2023   | 14.0 (23A334) | 17.0 (21A326) | 10.0 (21R354) | 17.0 (21J351) | -              |
| 15.1    | 15C65   | 11 décembre 2023  | 14.2 (23C53)  | 17.2 (21C52)  | 10.2 (21S355) | 17.2 (21K354) | -              |
| 15.2    | 15C500b | 8 janvier 2024    | 14.2 (23C53)  | 17.2 (21C52)  | 10.2 (21S355) | 17.2 (21K354) | 1.0 (21N301)   |
| 15.3    | 15E204a | 5 mars 2024       | 14.4 (23E208) | 17.4 (21E210) | 10.4 (21T214) | 17.4 (21L224) | 1.1 (21O200)   |
| 15.4    | 15F31d  | 13 mai 2024       | 14.5 (23F73)  | 17.5 (21F77)  | 10.5 (21T569) | 17.5 (21L566) | 1.2 (21O5565d) |

### Historique des versions de Xcode 16
| Version | Build    | Date de sortie    | SDK macOS     | SDK iOS        | SDK watchOS   | SDK tvOS      | SDK visionOS |
| ------- | -------- | ----------------- | ------------- | -------------- | ------------- | ------------- | ------------ |
| 16.0    | 16A242d  | 16 septembre 2024 | 15.0 (24A336) | 18.0 (22A3362) | 11.0 (22R350) | 18.0 (22J358) | 2.0 (22N331) |
| 16.1    | 16B5029d | 28 octobre 2024   | 15.1 (24B75)  | 18.1 (22B74)   | 11.1 (22R574) | 18.1 (22J572) | 2.1 (22N573) |
| 16.2    | 16C5032a | 11 décembre 2024  | 15.2 (24C94)  | 18.2 (22C146)  | 11.1 (22S97)  | 18.1 (22K152) | 2.1 (22N799) |
| 16.3    | 16E140   | 31 mars 2025      | 15.4 (24E241) | 18.4 (22E235)  | 11.4 (22T246) | 18.4 (22L251) | 2.4 (22O233) |
| 16.4    | 16F6     | 27 mai 2025       | 15.5 (24F74)  | 18.5 (22F76)   | 11.5 (22T572) | 18.5 (22L572) | 2.5 (22O473) |

## Autres modes
Il est possible avec Xcode de produire des programmes destinés à être exécutés dans une interface en ligne de commande.